# Joe Hill (syndicaliste)
Pour les articles homonymes, voir Joe Hill et Hill.
Joe Hill, né Joel Emmanuel Hägglund le 7 octobre 1879 à Gävle, et aussi connu sous le nom de Joseph Hillström, mort le 18 novembre 1915, est un syndicaliste, membre du syndicat américain Industrial Workers of the World (IWW) et auteur de quelques textes de chansons. Exécuté pour meurtre après un procès controversé, il est devenu une figure des luttes sociales. Il est le sujet d'une célèbre folksong.

## Biographie
Né le 7 octobre 1879 à Gävle dans la province du Gästrikland (Suède), Joe Hill est très rapidement orphelin, son père ayant été écrasé par un train de la compagnie pour laquelle il travaillait. Il émigre aux États-Unis en 1902. Arrivé à New York, il déménage par la suite à Cleveland (Ohio), puis sur la côte Ouest. Présent lors du tremblement de terre de 1906 à San Francisco, il se joint aux Wobblies (IWW) vers 1910, alors qu'il travaille comme docker à San Pedro (Californie). Écrivant des chansons engagées et des poèmes satiriques, Joe Hill continue à travailler dans divers États, sautant sur les trains de marchandise pour se déplacer. Au début de 1914, il travaille sur le tramway à la Silver King Mine à Park City (Utah), non loin de Salt Lake City.
Le 10 janvier 1914, John G. Morrison et son fils Arling sont tués dans leur boucherie de Salt Lake City par deux personnes masquées par des bandanas rouges. Rien n'ayant été volé, la police croit d'abord à une vengeance personnelle, peut-être due au fait que le père Morrison est un ancien officier de police. Le même soir, Joe Hill se présente chez un docteur local avec une blessure par balle, qu'il ne veut pas expliquer. On présume que c'est lié à une affaire de cœur. Hill est finalement accusé du meurtre des Morrison, bien que niant toute implication et refusant de témoigner lors de son procès. Il est condamné pour meurtre, et la Cour suprême de l'Utah rejette son appel. Dans une lettre aux magistrats, Joe Hill refuse tout droit à l'État de l'Utah de s'enquérir des origines de sa blessure, qu'il considère comme une affaire exclusivement personnelle.
L'affaire prend une ampleur nationale. Le président Woodrow Wilson, Helen Keller et la Suède demandent la clémence, tandis que dans le monde entier les syndicats prennent sa défense. Le procès est accusé d'avoir été injuste. Des années plus tard, l'État de l'Utah reconnaît que, avec les nouvelles lois entrées en vigueur, Joe Hill n'aurait jamais été exécuté sur le fondement de preuves si légères.

Le dernier mot de Joe Hill, exécuté le 19 novembre 1915 par un peloton d'exécution, est « Fire! » (« Feu ! »). Juste avant de mourir, il écrit à Bill Haywood, un responsable de l'IWW : 

« Ne perdez pas de temps dans le deuil. Organisez-vous ! »

Son testament, mis en musique par Ethel Raim, déclare :
| (Anglais) My will is easy to decide, For there is nothing to divide, My kin don't need to fuss and moan- "Moss does not cling to a rolling stone." My body? Ah, If I could choose, I would to ashes it reduce, And let the merry breezes blow My dust to where some flowers grow. Perhaps some fading flower then Would come to life and bloom again. This is my last and final will, Good luck to all of you, Joe Hill | (Français) Mon testament est facile à décider, Car il n'y a rien à diviser, Ma famille n'a pas besoin de se plaindre et d'ergoter "Pierre qui roule n'amasse pas mousse" Mon corps? Ah, si je pouvais choisir, Je le laisserais se réduire en cendres, Et les brises joyeuses souffler Ma poussière là où quelques fleurs pousseront. Ainsi peut-être qu'une fleur fanée Reviendrait à la vie et fleurirait une nouvelle fois. Ceci est ma dernière et ultime volonté, Bonne chance à tous, Joe Hill. |

## Incinération et censure
Le corps de Hill fut incinéré à Chicago, et ses cendres envoyées dans chacune des sections locales de l'IWW. On découvrit en 1988 qu'une des enveloppes, avec une photo où la légende indiquait « Joe Hill assassiné par la classe capitaliste, 19 novembre 1915 », avait été saisie par l'U.S. Postal Service en 1917 en raison de son « potentiel subversif ». Cette lettre est désormais aux Archives nationales des États-Unis. Après quelques négociations, les dernières cendres de Hill contenues dans cette enveloppe saisie ont été rendues à l'IWW.
La mémoire de Joe Hill a été entretenue par les chanteurs contestataires (« protest songs »), par exemple Alfred Hayes, Earl Robinson, Paul Robeson, Pete Seeger, Phil Ochs, The Dubliners, Fred Alpi ou encore Joan Baez qui chanta Joe Hill en 1969 à Woodstock (« I dreamed I saw Joe Hill last night, alive as you and me » soit « J'ai rêvé que j'ai vu Joe Hill la nuit passée, aussi vivant que vous et moi »). Le groupe Anti-Flag a également écrit la chanson 1915 en sa mémoire.
Bob Dylan a dit que l'histoire de Hill était l'un des motifs qui l'ont poussé à écrire des chansons. Le socialiste suédois Ture Nerman (1886-1969) a écrit une biographie de Joe Hill, interviewant des membres de sa famille en Suède et traduisant la plupart de ses chansons en suédois. Wallace Stegner a publié une biographie romancée en 1969. Enfin, le réalisateur suédois Bo Widerberg dépeint le syndicaliste et poète dans son film Joe Hill (1971), lauréat du prix du jury au Festival de Cannes 1971.

## Divers
- Il fait partie des personnalités dont John Dos Passos a écrit une courte biographie, au sein de sa trilogie U.S.A..
- Fellow Workers, disque de Utah Philips et Ani Difranco, chez Righteous Babe Records, NY, 1999
- En 2019 Joe Hill est un personnage mineur dans le roman Faire bientôt éclater la terre, [« Deep River »], de Karl Marlantes, trad. de Suzy Borello, Paris, Éditions Calmann-Lévy, 2022, 856 p.  (ISBN 978-2-7021-8031-0)